# Petter Stymne
Petter Erik Stymne, né le 9 mai 1983 à Ryd, est un nageur suédois spécialiste de la nage libre. Il est trois fois champion d'Europe en relais, battant en 2006 aux Championnats d'Europe en petit bassin le record du monde relais 4 × 50 m nage libre.

## Palmarès

### Championnats du monde
Petit bassin
- Championnats du monde 2008 à Manchester ( Royaume-Uni) :
  -  Médaille de bronze au titre du relais 4 × 100 m nage libre.

### Championnats d'Europe
Grand bassin
- Championnats d'Europe 2008 à Eindhoven ( Pays-Bas) :
  -  Médaille d'or du relais 4 × 100 m nage libre.

Petit bassin
- Championnats d'Europe 2006 à Helsinki ( Finlande) :
  -  Médaille d'or au titre du relais 4 × 50 m nage libre.
- Championnats d'Europe 2007 à Debrecen ( Hongrie) :
  -  Médaille d'or au titre du relais 4 × 50 m nage libre.